# The Love of Madge O'Mara

The Love of Madge O'Mara est un film muet américain réalisé par Colin Campbell et sorti en 1917.

## Fiche technique
- Réalisation : Colin Campbell
- Scénario : Lanier Bartlett
- Production : William Nicholas Selig
- Date de sortie : États-Unis : 25 août 1917

## Distribution
- Wheeler Oakman
- Bessie Eyton
- Gordon Sackville
- Frank Clark
- Mabel Van Buren
- Lillian Hayward